# 戦闘機部隊 (航空自衛隊)
戦闘機部隊（せんとうきぶたい）とは戦闘機により防空を任務とする部隊。

## 概要
2019年末時点ではF-15が7個飛行隊、F-2が3個飛行隊、F-35が2個飛行隊の計12個飛行隊がある。F-2を運用する飛行隊は支援戦闘任務も行う。
防衛計画の大綱（防衛大綱）の別表には過去に「要撃戦闘機部隊」と「支援戦闘機部隊」の区分があったが、戦闘機のマルチロール化が進んできたことから、2004年（平成16年）12月10日に閣議決定された16大綱で廃止されるとともに「戦闘機部隊」の区分が新設された。
飛行隊の番号は編成時の配備機種による。1から11番はF-86F、100番台がF-86D、F-104は200番台、F-4EJが300番台である。その後の機種更新で現在は番号による機種分けは行われていないが、F-86Fを配備していた飛行隊のうち第3、第6、第8飛行隊は支援戦闘機飛行隊に指定されていたことから、支援戦闘機として開発されたF-1とF-2は1桁の飛行隊に配備された。

## 使用機種
- F-86D  1958年(昭和33年) - 1968年(昭和43年)
- F-86F-25/-30/-40  1955年(昭和30年) - 1980年(昭和55年)
- F-104J/DJ  1963年(昭和38年) - 1986年(昭和61年)
- F-1  1978年(昭和53年) - 2006年(平成18年)
- F-4EJ  1973年(昭和48年) - 1993年(平成5年)
- F-4EJ改  1989年(平成元年) - 2020年（令和2年）
- F-15J/DJ  1983年(昭和58年) -
- F-2A/B  2000年(平成12年) -
- F-35A  2019年(平成31年) -

## 部隊
北部航空方面隊
- 第2航空団飛行群（千歳基地：北海道千歳市）
  - 第201飛行隊（F-15）
  - 第203飛行隊（F-15）

- 第3航空団飛行群（三沢基地：青森県三沢市）
  - 第301飛行隊（F-35）
  - 第302飛行隊（F-35）

中部航空方面隊
- 第6航空団飛行群（小松基地：石川県小松市）
  - 第303飛行隊（F-15）
  - 第306飛行隊（F-15）

- 第7航空団飛行群（百里基地：茨城県小美玉市）
  - 第3飛行隊（F-2）

西部航空方面隊
- 第5航空団飛行群（新田原基地：宮崎県児湯郡新富町）
  - 第305飛行隊（F-15）

- 第8航空団飛行群（築城基地：福岡県築上郡築上町）
  - 第6飛行隊（F-2）
  - 第8飛行隊（F-2）

南西航空方面隊
- 第9航空団飛行群（那覇基地：沖縄県那覇市）
  - 第204飛行隊（F-15）
  - 第304飛行隊（F-15）

## 定数
保有する戦闘機の数は防衛計画の大綱（防衛大綱）の別表で定められている。
| 防衛計画の大綱                               | 飛行隊個数                             | 定数        |
| -------------------------------------------- | -------------------------------------- | ----------- |
| 昭和52年度以降に係る防衛計画の大綱（51大綱） | 要撃戦闘機部隊 10個 支援戦闘機部隊 3個 | （約350機） |
| 平成8年度以降に係る防衛計画の大綱（07大綱）  | 要撃戦闘機部隊 9個 支援戦闘機部隊 3個  | 約300機     |
| 平成17年度以降に係る防衛計画の大綱（16大綱） | 戦闘機部隊 12個                        | 約260機     |
| 平成23年度以降に係る防衛計画の大綱（22大綱） | 戦闘機部隊 12個                        | 約260機     |
| 平成26年度以降に係る防衛計画の大綱（25大綱） | 戦闘機部隊 13個                        | 約280機     |
| 平成31年度以降に係る防衛計画の大綱（30大綱） | 戦闘機部隊 13個                        | 約290機     |